# القطرانه
القطرانه (به عربی: القطرانة) یک منطقهٔ مسکونی در اردن است که در استان کرک واقع شده‌است. القطرانه ۷٬۰۷۰ نفر جمعیت دارد.